# 卡姆亞諾皮爾 (利沃夫州)
49°51′56″N 24°9′43″E / 49.86556°N 24.16194°E
卡姆亞諾皮爾（羅馬化：Kamianopil）是烏克蘭西部的村落，隸屬利沃夫州利維夫區穆羅瓦內市鎮，距離州府利維夫市中心約16公里，面積0.64平方公里，海拔高度238米，2001年人口312，人口密度每平方公里489.8人。